# هنری کپل
هنری کپل (انگلیسی: Henry Keppel; ۱۴ ژوئن ۱۸۰۹ – ۱۷ ژانویهٔ ۱۹۰۴) فرد نظامی اهل پادشاهی متحد بریتانیای کبیر و ایرلند بود. وی همچنین برندهٔ جوایزی همچون نشان حمام و نشان مریت شده‌است.
او افسر نیروی دریایی سلطنتی بود. اولین فرماندهی او عمدتاً در سواحل اسپانیا، که در آن زمان در بحبوحه جنگ اول کارلیست بود، سپری شد. او به عنوان افسر فرمانده ناوچه اچ‌ام‌اس دیدو در ایستگاه هند شرقی و چین، در عملیات‌های جنگ اول تریاک و در عملیات علیه دزدان دریایی بورنئو مستقر شد. او بعداً به عنوان فرمانده تیپ دریایی که سواستوپول را در طول جنگ کریمه محاصره کرده بود، خدمت کرد. پس از تبدیل شدن به فرمانده دوم ایستگاه هند شرقی و چین، فرماندهی اسکادران بریتانیایی را در نبرد با دزدان دریایی چینی در نبرد فتشان کریک بر عهده داشت که در آن حدود ۱۰۰ فروند شناور جنگی دشمن غرق شدند. او متعاقباً در تصرف کانتون در طول جنگ دوم تریاک شرکت کرد.
کپل فرمانده در دماغه امید نیک و ایستگاه ساحل غربی آفریقا، سپس فرمانده در ایستگاه ساحل جنوب شرقی آمریکا، فرمانده در ایستگاه چین و در نهایت فرمانده در پلیموث بود.